# Bijsk
Bijsk (in russo Бийск, in altai Јаш-Тура, Đaš-Tura) è una città della Russia,  seconda per popolazione del Kraj di Altaj dopo il capoluogo Barnaul. La sua popolazione è di circa 180.000 abitanti, che indica un calo rispetto ai 235.000 del 1989.
La città è situata nella Siberia meridionale, sul fiume Bija, non molto lontana dalla confluenza con il fiume Katun'. La città è stata fondata nel 1709 come una fortezza, ordinata da Pietro il Grande. Bijsk in seguito divenne un importante centro militare, ma acquisì così tanta importanza che nel 1782 ottenne lo status di città.
Nel dopoguerra Bijsk divenne un importante centro di produzione delle armi. Bijsk è inoltre un importante centro culturale ed educazionale: infatti, è sede di un istituto tecnico, dell'Accademia Statale dell'Istruzione dell'Altaj, di un teatro e di un museo. La città è inoltre dotata di una stazione ferroviaria e di un aeroporto.